# Joueur français de l'année 2015
Navigation
Édition précédente Édition suivante
Le joueur français de l'année 2015 est un trophée récompensant le meilleur footballeur français au cours de l'année civile 2015. Il s'agit de la 58e remise du trophée du meilleur joueur français depuis 1958.

## Palmarès
| #  | Nom                 | Club                               |
| -- | ------------------- | ---------------------------------- |
| 1  | Blaise Matuidi      | Paris Saint-Germain                |
| 2  | Paul Pogba          | Juventus                           |
| 3  | Antoine Griezmann   | Atlético Madrid                    |
| 4  | Raphaël Varane      | Real Madrid                        |
| 5  | Alexandre Lacazette | Olympique lyonnais                 |
| 6  | Anthony Martial     | AS Monaco Manchester United        |
| 7  | Hugo Lloris         | Tottenham Hotspur                  |
| 8  | Karim Benzema       | Real Madrid                        |
| 9  | Nabil Fekir         | Olympique lyonnais                 |
| 10 | André-Pierre Gignac | Olympique de Marseille Tigres UANL |